# Ormyrus reticulatus
Ormyrus reticulatus är en stekelart som beskrevs av Paul E. Hanson 1992. Ormyrus reticulatus ingår i släktet Ormyrus och familjen kägelglanssteklar. Inga underarter finns listade i Catalogue of Life.